# Omaloplia lonae
Omaloplia lonae är en skalbaggsart som beskrevs av Schatzmayr 1923. Omaloplia lonae ingår i släktet Omaloplia och familjen Melolonthidae. Inga underarter finns listade i Catalogue of Life.